# Geissanthus vanderwerffii
Espèce
Statut de conservation UICN

 NT  : Quasi menacé
Geissanthus vanderwerffii est une espèce de plantes à fleurs de la famille des Primulaceae.

## Publication originale
- Sida 17(2): 459–470, f. 1. 1996.